# Костров, Ермил Иванович
Ерми́л Ива́нович Костро́в ([6] 17 января 1755, Синеглинье, Вобловицкая волость, Слободской уезд, Вятская губерния — [9] 20 декабря 1796, Москва) — русский поэт и переводчик, который первым в России перевёл «Илиаду» Гомера и «Золотого осла» Апулея.

## Биография
Ермил Костров родился в 1755 году в селе Синеглинье Вобловитской волости, Слободской уезд, Вятской губернии (ныне — село Синегорье, Нагорский район Кировской области), в семье дьяка Ивана Вуколовича Кострова и его супруги, Екатерины Артемьевны. Рано лишился отца (умер в 1756 году) и матери (1765 год). После смерти отца семья была переписана в экономические крестьяне. Учился в Вятской духовной семинарии, в списке учеников на 1768 год он значился сыном села Синеглинского Петропавловской церкви умершего дьячка Ивана. Среди преподавателей были стихотворцы, пробуждавшие у учеников интерес к литературному труду. Именно в это время Костров начал писать стихи. 
С 1775 года Костров учится в Славяно-Греко-Латинской академии, затем на философском факультете Московского университета (1778—1780).
В 1779 году Е. Костров окончил университет одним из лучших студентов, был произведён в бакалавры. 
Второй куратор университета М. М. Херасков зачислил его официальным университетским стихотворцем. 
Как пишет Пушкин, «Костров был от императрицы Екатерины именован университетским стихотворцем и в сем звании получал 1500 рублей жалования». Он хотел преподавать в Московском университете, но до кафедры допущен не был.
В 1782 году Кострову дали чин провинциального секретаря — второй офицерский чин — и больше он не повышался до конца своей жизни.
К Кострову участливо относился поэт Державин, в хороших отношениях с ним был Суворов, которому Костров посвятил ряд произведений. Но от нищеты спастись не удалось. Происхождение мешало реализовать все его возможности.

Когда наступали торжественные дни, Кострова искали по всему городу для сочинения стихов и находили обыкновенно в кабаке или у дьячка, великого пьяницы, с которым был он в тесной дружбе. Он несколько времени жил у Хераскова, который не давал ему напиваться. Это наскучило Кострову. Он однажды пропал. Его бросились искать по всей Москве и не нашли. Вдруг Херасков получает от него письмо из Казани. Костров благодарил его за все его милости, но, писал поэт, «воля для меня всего дороже».— А. С. Пушкин
От неудовлетворённости Костров заболел и умер в полной нищете от перемежающейся лихорадки 9 (20) декабря 1796 года в Москве. «Костров на чердаке безвестно умирает» — писал в лицейские годы в стихотворении «К другу стихотворцу» Пушкин. Похоронен на Лазаревском кладбище.

## Творчество
Первыми его произведениями были оды архиепископу Платону, князю Потёмкину, Шувалову, Екатерине II, и другие, написанные в подражание Ломоносову, пестрящие церковнославянизмами, в духе нарождающегося сентиментализма. Вскоре Костров отказался от этого жанра, а перешёл к новым, разработанным к тому времени поэтами-лириками — песням и стихотворениям на случай. Но законы жанра диктуют свои правила. Кострову пришлось изменить и темы своих стихотворений. Если раньше он посвящал оды правителям, суворовским победам, мощи и величию прошедших времен, то теперь стал воспевать любовь, веселье, природу.
Язык его произведений также претерпел изменения, он стал простым и понятным, исчезли громоздкие фразы, его мелкие стихотворения — К бабочке, Клятва и другие — грациозны, легки и могут состязаться с лучшими лирическими произведениями XVIII века. Последней крупной работой Кострова стало прозаическое переложение Оссиана (с французского).
Оды Костров напечатал отдельным изданием, а прочие стихотворения помещал в «Московских ведомостях», «Приятном и полезном препровождении времени», «Собеседнике любителей российского слова», «Аонидах» Карамзина (1796) и других журналах.

## Факты
- В 1778 году в одной оде Ермил Костров назвал Ломоносова орлом, а себя сравнил с птенцом, которому при всём желании до орла не подняться[10]. Ода оказалась пророческой.

## Память
- В 1853 году Нестор Кукольник написал драму «Ермил Иванович Костров».
- Драматург Александр Островский избрал его прототипом Любима Торцова в комедии «Бедность не порок».
- Неустроенной и беспорядочной жизни Кострова посвящён очерк в книге историка М. И. Пыляева «Знаменитые чудаки и оригиналы» (1898).
- Писатель Алексей Варламов в романе "Душа моя Павел" (2019 г.) устами одного из героев называет Ермила Кострова автором "Слова о полку Игореве" (глава "Литораль").

## Сочинения
- Полное собрание сочинений Ч. 1—2, СПб., 1802;
- Сочинения, СПб., 1849 (совм. с соч. Аблесимова);
- Сборник «Русская поэзия». Под ред. С. А. Венгерова. Т. 1. СПб., 1897;
- Стихотворения. Поэты XVIII века. Т. 2. Л., 1958
- Гомерова Илиада / Перевод Е. И. Кострова и А. И. Любжина. — М.: Р. Валент, 2019. — 536 с. — 200 экз. — ISBN 978-5-93439-566-8.